# پای خر
پای خر (نام علمی: Tussilago) نام یک سرده از خانواده گل‌ستاره‌ای‌ها است. این جنس یا سرده در ایران یک گونه گیاه علفی چند ساله به نام پای خر (نام علمی: Tussilago farfara) دارد که معمولاً در مناطق مرطوب کنار جاده‌ها و خاک‌های واریزه ای می‌روید.

## مشخصات
پای خر گیاهی پایا و دارای ریشه قوی، گوشتدار و به رنگ سفید مایل به قهوه‌ای است. در آغاز فصل بهار و قبل از پیدایش برگ‌ها، ساقه کوچکی از گیاه رشد می‌کند که هر یک به کاپیتول منتهی می‌شود. رنگ برگ‌ها سبز اما سطح آن به علت پوشیده بودن از کرک‌های ظریف به رنگ سبز مایل به سفید است.

## نامهای دیگر
فرفره، فنجیون، حشیشةالسعال، سعالی، سعله، علف سرفه، منجون، فخریون، فرفر، فنجیوون و توسیلا‍ژ

## ترکیبات شیمیایی
گل‌های این گیاه دارای تانن، فارادیول (faradiol)، اسیدهای مالیک، گانیک، ونیک و دو نوع فیتوسترین و همچنین دارای آلکالوئید پیرولیزیدین هست. در برگ‌های آن گلیکوزید  وجود دارد.

## خواص درمانی
از ریشه و برگ گیاه، برای بخور، رفع سکسکه، سرفه‌های خشک و درمان آبسه و له شده برگ‌ها با عسل به صورت ضماد برای مداوای باد سرخ استفاده می‌شود. همچنین صورت‌های دارویی دیگر پای خر برای حفاظت پوست استفاده می‌شود. این دارو خلط‌آور و آرام‌کننده نیز می‌باشد.
- طبع آن گرم و خشک است.
- برای ناراحتی‌های سینه و برونشیت مزمن و آسم می‌توان از این گیاه (برگ‌های این گیاه را مانند سیگار دود کرد) استفاده کرد.
- همچنین این مقوی و تصفیه کننده ی کبد هست .
- برای سرطان ریه و خروج اخلاط خونی از سینه از دم‌کرده گل آن استفاده شود.
- از دم‌کرده آن می‌توان به عنوان مایع شستشوی چشم استفاده کرد.
- افراد مسلول می‌توانند از دم‌کرده آن میل کنند.
- برای درمان فلج ناگهانی ناشی از خون‌ریزی مغزی دم‌کرده این گیاه نیز مفید می‌باشد.
- آدرپشتک ۵ گرم در ۲۵۰ سی‌سی آب‌جوش ۲۰ دقیقه دم‌کرده صاف نموده ۴ نوبت در روز میل شود.
- برای کم کردن ورمها از ضماد برگ و گل آن استفاده شود.
- کسانی که ناراحتی کبدی دارند از این گیاه با احتیاط استفاده کنند و نباید بیش از ۲ هفته استفاده شود.

## محل رویش
غالب نواحی ایران مانند شمیران و کندوان محل رویش این گیاه می‌باشد

## نگارخانه

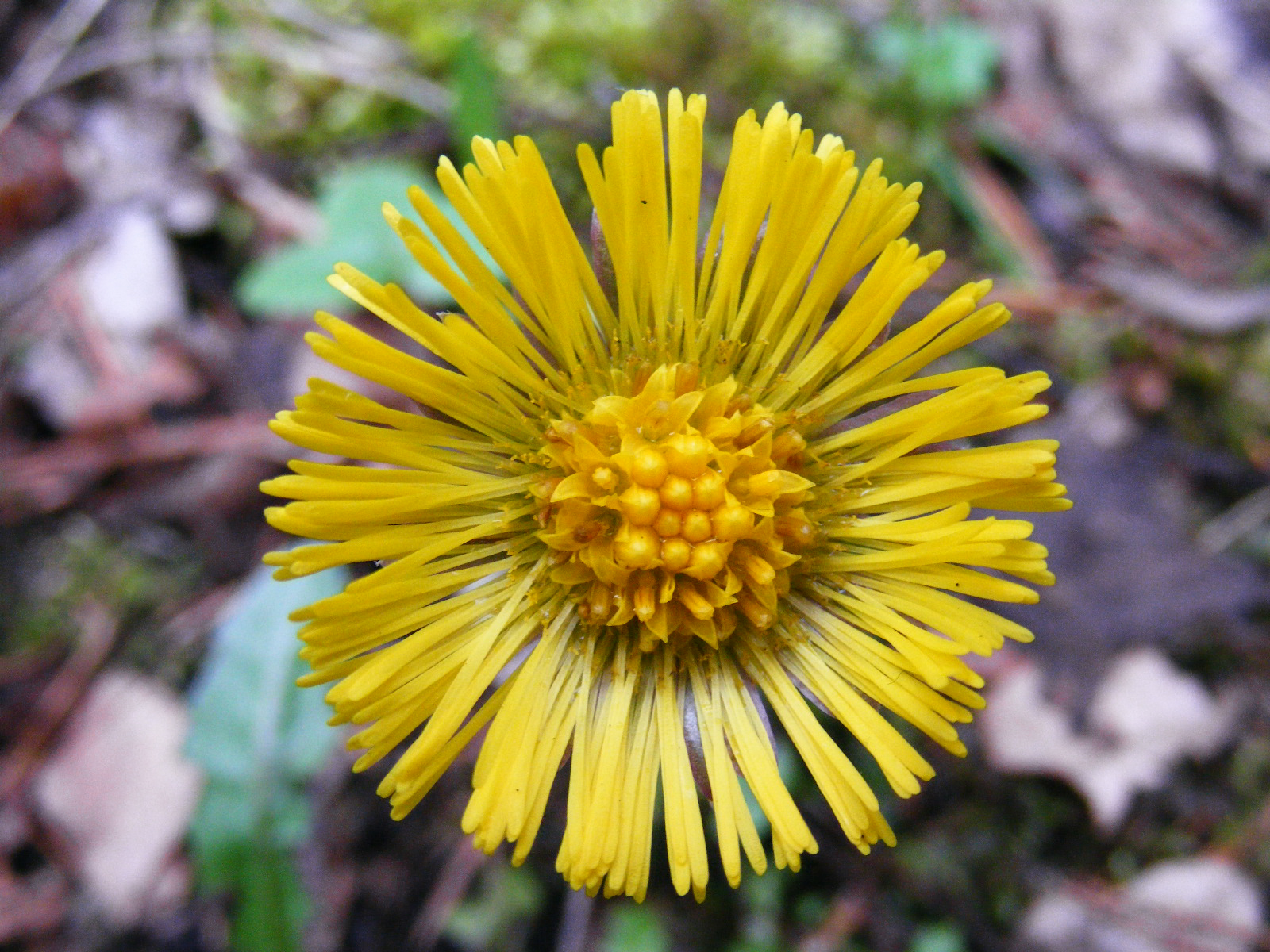
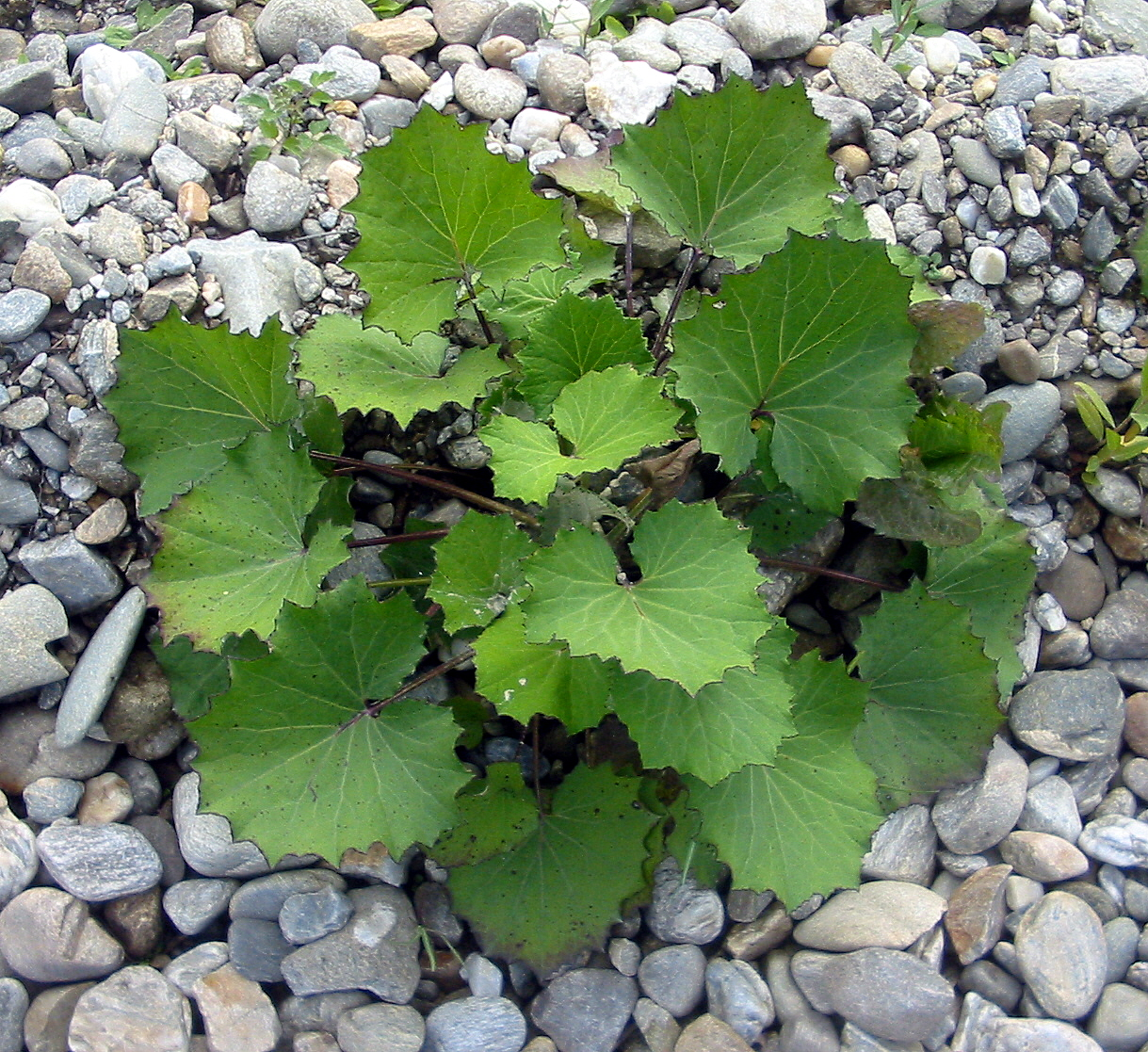
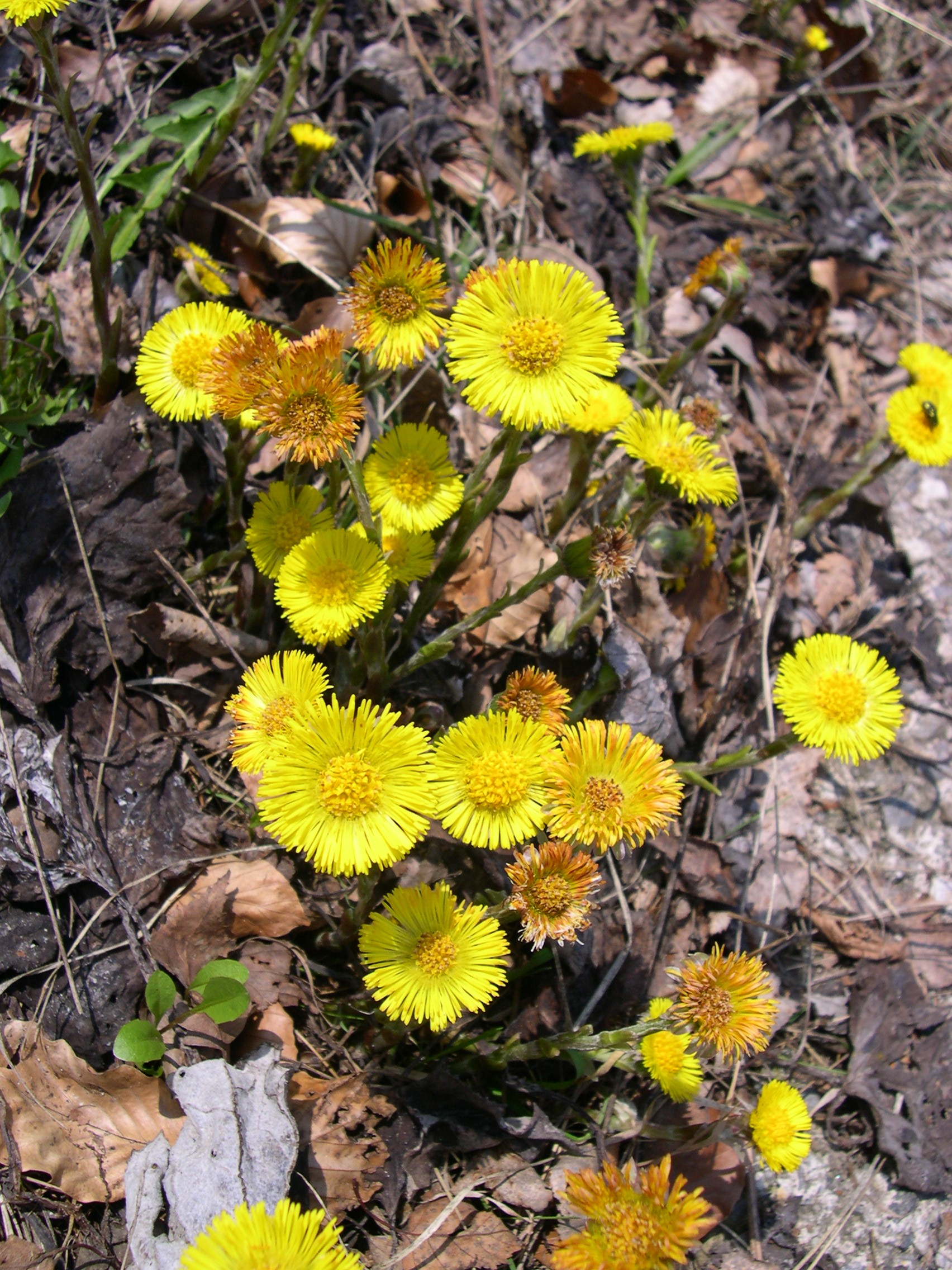
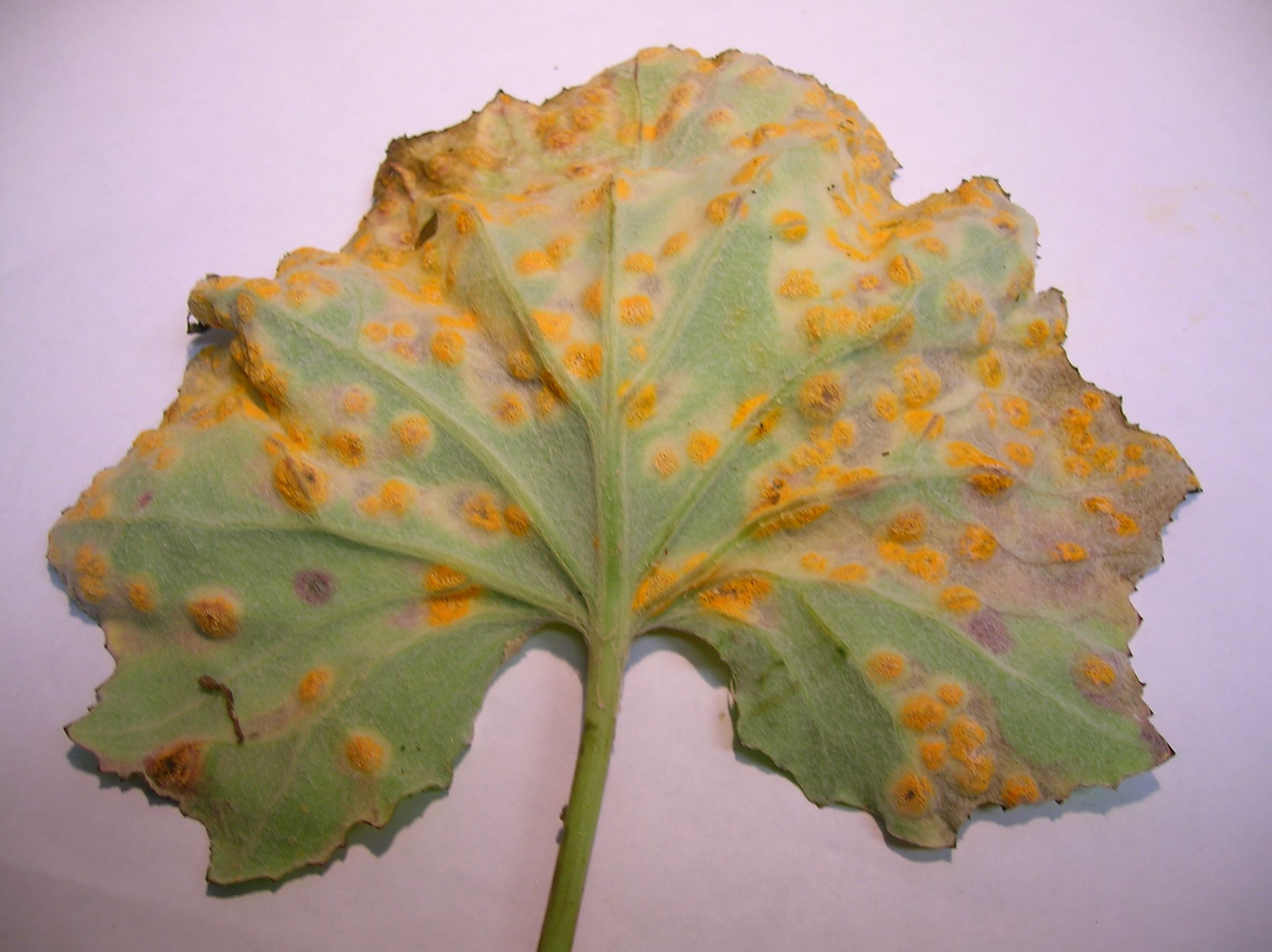